# 二十四式太極拳
二十四式太極拳は、中国政府が1956年に太極拳の各流派を整理し入門用に再編した制定拳。簡化太極拳、簡化二十四式太極拳とも記載される。

## 概要
1956年に中華人民共和国体育運動委員会運動司武術科（以下国家体委）から発表された初の国家制定した中国拳法である。発表当初は「簡化太極拳」(中国語簡体字：简化太极拳）と記載されていたが、すぐに他の種類の簡化太極拳が国家体委から追加され、名称上の区別が必要な事から「二十四式太極拳」と呼ばれるように変化した。なお、1982年に中国政府系の中国人民体育出版社と日本の出版社が共同翻訳した際には「簡易太極拳」と訳されたが、こちらははまったく定着していない。以降国家が制定した中国拳法を「制定拳」と呼ぶようになり、古来からの太極拳各流派を「伝統拳」と呼ぶようになった。ごく一部の伝統拳流派はこれに触発されて独自の24式太極拳を新たに生み出すものが僅かながら現れたために、更に紛らわしくなり誤用を防ぐために「簡化二十四式太極拳」と記載する例も見受けられる。
この二十四式太極拳は楊式太極拳を元に各派の長所を取り入れた二十四の套路(トウロ)から構成されている。ここでいう套路とは動作名称のこと。（二十四の套路詳細は後述の別項目参照）。格闘技・実用実戦武術の側面を大幅に省いて、健康推進に注力している。元々は太極拳は学習難度が高く「太極拳は10年学んでも外に出せない」(10年学んでも初心者)との諺がある。伝統太極拳の難解な内的精神性・老子由来の哲学や道徳・気功・発剄なども省いて簡単化してあるため、北京大学体育学部は「神秘的な時代を終わわらせた（其神秘时代也已经结束）」と簡化太極拳を称賛している。ただし、伝統拳側には省かれた部分で太極拳の精妙な奥深さ失われたとする意見もある。これら諸意見はあるも、入門用として分かり易い点には議論なく、もっとも中国で学習されている太極拳である。

## 二十四の套路
二十四の套路（トウロ）一覧は以下の通りである。なお、日本語読みされる事はほとんど無く、中国語読みされる事例が大半であるため中国語読みを優先表記とした。ただし、政府系発刊物のカナ表記と一般に民間で流布している読みカナに差異が出ている為に中国語読み上段に政府系発刊物からの引用を、中段に一般民間読みの一例を、下段に発音記号を記載した。
| 番号 | 套路名称     | 中国語読み （上段）政府系発刊物 （中段）一般的な読み （下段）発音記号              | 別の表記例 中国簡体字 （別名） | 日本語読み             | 日本語訳・意味                             |
| ---- | ------------ | ---------------------------------------------------------------------------------- | ------------------------------ | ---------------------- | ------------------------------------------ |
| 1    | 起勢         | チシ チーシー Qǐshì                                                                | 起势                           | きせい                 | 始めの姿勢                                 |
| 2    | 左右野馬分鬃 | ズゥオ ヨウ イェ マフェン ゾン ズオヨウイェマーフェンゾン Zuǒyòu yémǎ fēnzōng      | 左右野马分鬃 （野馬分鬃）      | さゆうのうまぶんそう   | 野馬のタテガミを分ける                     |
| 3    | 白鶴亮翅     | バイホー リャン チ バイフーリャンチィ Báihè lìangchì                               | 白鹤亮翅                       | はっかくりょうし       | 白鶴がはねをひろげる                       |
| 4    | 左右摟膝拗歩 | ズゥオ ヨウ ロウ シ アオ ブ ズオヨウオウシーアォブー Zuǒyòu lōuxī àobù             | 左右搂膝拗步 （摟膝拗歩）      | さゆうろうしつようほ   | 左右に膝の上をはらいながら腰をひねって進む |
| 5    | 手揮琵琶     | ショウ フェイピーパ ショウホイピーパ Shǒuhūi pípā                                  | 手挥琵琶                       | しゅきびわ             | 手で琵琶をかなでる                         |
| 6    | 左右倒巻肱   | ズゥオ ヨウ ダオジェアン ゴン ズオヨウダオジェンゴン Zuǒyòu dàojuǎngōng            | 左右倒卷肱 （倒捲肱）          | さゆうとうけんこう     | 左・右肘逆まわし                           |
| 7    | 左攬雀尾     | ズゥオ ラン チュエ ウェイ ズオランチュウウェイ Zuǒ lǎnquèwěi                       | 左揽雀尾 （攬雀尾）            | さらんじゃくび         | 左向きクジャクの尾をひきよせる             |
| 8    | 右攬雀尾     | ヨウ ラン チュエ ウェイ ヨウランチュウウェイ Yòu lǎnquèwěi                         | 右揽雀尾 （攬雀尾）            | うらんじゃくび         | 右向きクジャクの尾をひきよせる             |
| 9    | 単鞭         | ダン ビェン ダンビェン Dānbiān                                                     | 单鞭 （單鞭）                  | たんべん               | ひと重のむち                               |
| 10   | 雲手         | ズゥオ（左） ユン ショウ ユンショウ Yúnshǒu                                        | 云手 （左雲手）                | うんしゅ               | 手で雲を描く・左                           |
| 11   | 単鞭         | ダン ビェン ダンビェン Dānbiān                                                     | 单鞭 （-單鞭）                 | たんべん               | ひと重のむち                               |
| 12   | 高探馬       | ガオ タン マ ガオタンマー Gāotànmǎ                                                 | 高探马                         | こうたんば             | 馬上から相手をさぐる                       |
| 13   | 右蹬脚       | ヨウ デン ジャオ ヨウドンジャオ Yòu dēngjiǎo                                       | 右蹬脚 （蹬脚）                | うようきゃく           | 右足で蹴る                                 |
| 14   | 双峰貫耳     | スアン ファン グァン アル スァンファングァンアル Shuāngfēng guàn'ěr                | 双峰贯耳                       | そうほうかんじ         | 相手の両耳をせめる                         |
| 15   | 転身左蹬脚   | ズアン シェン ズゥオ デン ジャオ ズァンシェンズオドンジャオ Zhuǎnshēn zuǒ dēngjiǎo | 转身左蹬脚                     | てんしんさとうきゃく   | 体の向きを変えて左のかかとで蹴る           |
| 16   | 左下勢独立   | ズゥオ シャン ドゥリ ズオシャーシードゥーリー Zuǒ xiàshì dúlì                      | 左下势独立 （下勢独立）        | さかせいどくりつ       | 左脚片足立ち                               |
| 17   | 右下勢独立   | ヨウ シャン ドゥリ ヨウシャーシードゥーリー Yòu xiàshì dúlì                        | 右下势独立 （下勢独立）        | うかせいどくりつ       | 右脚片足立ち                               |
| 18   | 左右玉女穿梭 | ズゥオ ヨウ ツァン スゥオ ズオヨウイニイチュアンスオ Zuǒyòu yùnǚ chuānsuō          | 左右玉女穿梭 （左右穿梭）      | さゆうぎょくじょせんさ | 左右はたおりの姿勢                         |
| 19   | 海底針       | ハイ ディ ズェン ハイディージェン Hǎidǐzhēn                                        | 海底针                         | かいていしん           | 海底の針をひろう （海底の針を刺す）        |
| 20   | 閃通臂       | シャン トン ビ シャントンペイ Shǎntōngbì                                           | 闪通臂                         | せんつうび             | 中国拳法特有のうけわざ                     |
| 21   | 転身搬攔捶   | ズァン シェン バン ラン ツェイ ズァンシェンバンランチェイ Zhuǎnshēn bānlánchuí     | 转身搬拦捶                     | はんらんすい           | 身を転じ、右手の鉄槌でうつ                 |
| 22   | 如封似閉     | ルウ フェン スビ ルーフォンスービィ Rúfēng shìbì                                   | 如封似闭                       | じょふうじへい         | 封じる姿勢                                 |
| 23   | 十字手       | シ ズ ショウ シーズーショウ Shízìshǒu                                              | 十字手                         | じゅうじしゅ           | 両手を組んで敵を防ぐ意                     |
| 24   | 収勢         | ショウ シ ショウシー Shōushì                                                       | 收势                           | しゅうせい             | 終わりの姿勢                               |

「１.起勢」は政府系がチシになり、一般民間がチーシーで記載しているが、チシ記載例は現在では少ない。政府系と一般カナが一致している例も多いが（単鞭・ダンビェンなど）政府系出版物は発音区切りに半角スペースを入れており、その出版物を忠実に原文そのママに表記するために別段表記している。「18.左右玉女穿梭」は、政府系発刊物では「玉女」を省いて「左右穿梭」としており、元々は玉女が付いた左右玉女穿梭から変化している。これは「政府が制定した制定拳なのだから、政府準拠が正しい」と考えるならば「左右穿梭」が正しいとなり、「元来は玉女の二文字が付随してたのが元々の形であり元々の形を表記するべき」と考えるならば「左右玉女穿梭」が正しいとなるが、特に統一された見解は存在しない。使用例としてわずかに玉女側の記載が多い為に、そちらを優先して記載した。「日本語訳・意味」の記載は政府系発刊物を底本としたが、海底針の「海底の針をひろう」は現在では「海底の針を刺す」等表記の方が多いために、それをカッコ書きした。なお、どちらの表記が正しいというより、「どちらの表記も正しく、どちらも間違えている。あくまで分かりやすく動作を言葉化して例えているだけで、実際の正解の動作は、文章で表現不可能な動き」というのが実際の所である。1979年版の中国政府二十四式太極拳編纂（２度目の二十四式太極拳編纂・二十四式太極拳は1956年版と別に2度編纂されている）に協力した李徳印は、1981年日本語訳した「簡易太極拳」では「海底の針をひろう」にしているが、1987年出版した自著では拾うではなく「押すようにしておろします」と記載しており、中国に渡り各流派から学んだ中野春美は1994年の自著にて、苦慮したあげく両方の表現を取らずに単に「左股のところにおろします」と簡素に説明し、後は写真掲載にとどめている。この様に太極拳は文字だけでは学習するのが困難な為に、中国ではＤＶＤが発刊され、また2023年現在では複数の角度から撮影されたYoutube動画等が各流派各講師により広く公開されているため、正確な動作には文面以外の参照が必要である。